# 乾六一

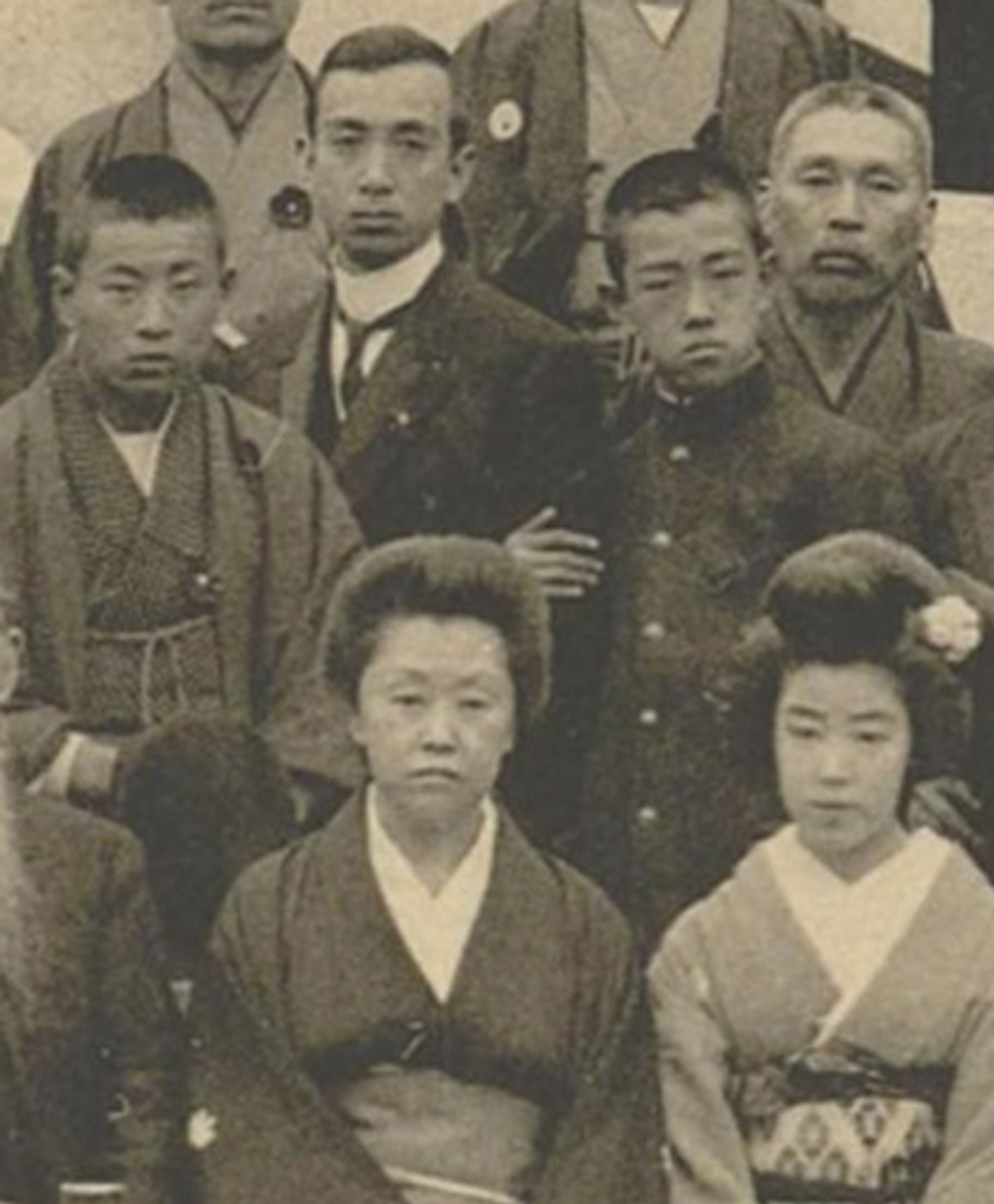
1913年4月19日、東京芝公園での板垣退助像除幕式で撮影された板垣退助家族の写真。(後列左より板垣正実、宮地茂秋、乾六一、乾正士。前列左より板垣絹子、板垣千代子)

乾 六一（いぬい むいち、明治30年（1897年）11月14日 - 大正7年（1918年）12月6日）は、伯爵板垣退助の五男。乾源五郎家の末代当主。母は福岡孝弟子爵の養女絹子（きぬこ）。退助61歳の時の子ゆえ、「六一」と名づけられた。別名は板垣六一。

## 来歴
板垣退助が1868年（慶応4年）の戊辰戦争の際、氏を「乾」から旧来の「板垣」に戻したため、乾の名を残さんがために次男正士、五男六一を乾家の養子とした。
乾源五郎家は、1648年（慶安元年）に乾金右衛門正行の三男・乾友正（源五郎）が御小々姓として山内忠義に召し出され、別家を立てて以来の由緒ある家系である。乾友正は嗣子を欠いて1689年8月20日（元禄2年7月6日）に病死し断絶していたため、第二百十回忌にあたる1898年（明治31年）の2月23日、板垣退助は生後3ケ月の板垣六一に「源五郎友正死亡跡絶家再興」の届出をさせ「乾源五郎家」を再興させた。これは、先に退助の二男・正士を、乾正厚の養子にさせたのと同じく、退助自身が、戊辰戦争の際に板垣に復姓したため、乾氏の姓を残そうとした意図であったと思われる。しかし、のちには200年以上断絶していた家の再興より板垣家の名を広めることに重きを置き、乾六一に「乾源五郎家廃家」の届出をさせ、のち板垣家の戸籍に復籍させたため、退助の血縁筋で「乾」を名乗る家は乾正士の家のみとなった。
1918年（大正7年）12月6日死去。法名は賢良院殿諦観自性居士。東京北品川の東海寺高源院（現在品川神社の裏側にある墓所）に葬られた。翌年7月に死去した退助の墓も同じ墓域にある。

## 補註
1. ↑  墓石の記載による。
2. ↑  『板垣会』会報第1号より